# Гельмут Беннеманн
Гельмут Беннеманн (нім. Helmut Bennemann; 16 березня 1915, Ванне-Айкель, Герне — 7 листопада 2007, Бад-Зассендорф) — німецький льотчик-ас винищувальної авіації, доктор медицини, оберстлейтенант люфтваффе. Кавалер Лицарського хреста Залізного хреста.

## Біографія
Після закінчення авіаційного училища зарахований у винищувальну авіацію. Під час Французької кампанії був ад'ютантом 1-ї групи 52-ї винищувальної ескадри. Свою першу перемогу здобув 26 серпня 1940 року, збивши біля Дувру британський винищувач. З 27 квітня 1941 року — командир 3-ї ескадрильї своєї ескадри. З вересня 1941 року брав участь в Німецько-радянській війні. З 14 червня 1942 року — командир 1-ї групи 52-ї винищувальної ескадри. 3 вересня 1942 року збив 2 радянські літаки (50-51-а перемоги). 28 грудня 1942 року протягом одного дня збив 6 радянських літаків, загальна кількість його перемог досягла 72. 10 травня 1943 року тяжко поранений і кілька місяців провів у шпиталі (на цей момент на його рахунку були 88 збитих літаків супротивника). 9 листопада 1943 року очолив 53-ю винищувальну ескадру. 25 квітня 1944 року збив 4-моторний бомбардувальник В-24, але й сам отримав поранення. Всього за час бойових дій здійснив понад 400 бойових вильотів і збив 93 літаки, з них 77 радянських (включаючи 10 Іл-2). Після закінчення війни здобув медичну освіту і працював стоматологом.

## Нагороди
- Нагрудний знак пілота
- Залізний хрест 2-го і 1-го класу
- Почесний Кубок Люфтваффе (5 жовтня 1940)
- Німецький хрест в золоті (27 липня 1942)
- Лицарський хрест Залізного хреста (2 жовтня 1942) — за 50 перемог.
- Авіаційна планка винищувача в золоті з підвіскою «400»